# بريان مكشيفري
بريان مكشيفري هو لاعب هوكي الجليد كندي، ولد في 25 سبتمبر 1952 في أوتاوا في كندا.

## وصلات خارجية
- بريان مكشيفري على موقع دوري الهوكي الوطني (الإنجليزية)
- بريان مكشيفري على موقع قاعة مشاهير الهوكي (لاعب أن.إتش.أل) (الإنجليزية)
- بريان مكشيفري على موقع EliteProspects.com (الإنجليزية)
- بريان مكشيفري على موقع HockeyDB.com (الإنجليزية)
- بريان مكشيفري على موقع Hockey-Reference.com (الإنجليزية)